# Magnolia schiedeana
Magnolia schiedeana là một loài thực vật có hoa trong họ Magnoliaceae. Loài này được Schltl. mô tả khoa học đầu tiên năm 1864.